# Dicée d'Halmahera
Espèce
Statut de conservation UICN

LC : Préoccupation mineure
Le Dicée d'Halmahera (Dicaeum schistaceiceps) est une espèce de passereaux de la famille des Dicaeidae.

## Répartition
Il est endémique du nord des Moluques.

## Habitat
Il habite les forêts humides tropicales et subtropicales.

## Taxonomie
Pour certains ornithologistes, il s'agit d'une sous-espèce de Dicée à gorge blanche.